# Thrash Rally
Thrash Rally,  in Giappone noto come Slash Rally (スラッシュラリー?, Surasshu Rarī), è un videogioco arcade sviluppato nel 1991 dalla Alpha Denshi, pubblicato dalla SNK su Neo Geo e la sua controparte casalinga Neo Geo CD.
Trattasi di un titolo di guida inerente al rally con visuale dall'alto, e presenta la possibilità di gareggiare sia per il campionato del mondo rally che nella nota competizione Parigi-Dakar; tra le particolarità vi è la possibilità di utilizzare veicoli quali moto da enduro, camion e dune buggy.
La versione per Neo Geo CD venne realizzata nell'ottobre del 1994 con il nome Rally Chase (ラリー チェイス?, Rarī Cheisu) e presenta alcune modifiche rispetto all'originale.

## Modalità di gioco
Thrash Rally propone in chiave rallistica il tipico videogioco di guida del tempo con visuale dall'alto e controllabile tranquillamente con un joystick, simile al gioco Drift Out della Visco Corporation che uscì solamente due mesi prima rispetto al gioco della ADK.
Il gioco è incentrato sul campionato del mondo rally 1992 e sul Rally Dakar 1992 che, come si può vedere anche nel gioco, prevedeva come città di partenza Parigi e come arrivo Città del Capo.
Il veicolo del giocatore è facilmente controllabile con il joystick che necessita solamente degli input di sinistra e destra per la sterzata, mentre sono presenti un pulsante per l'accelerazione ed uno per frenare.
È possibile scegliere una tra due modalità di gioco: con la modalità World Championship il giocatore dovrà affrontare sei differenti competizioni di rally sparse in tutto il mondo e valide per il campionato del mondo rally, con il Rally Dakar come ultima sfida, mentre con la modalità "Dakar Paris-The Cape" il giocatore gareggerà solamente nel Rally Dakar; il solo vantaggio nel sceglierla è l'opportunità di poter scegliere tra i veicoli, oltre alle sei automobili di base, anche tra una moto da enduro, un camion ed una dune buggy.
Ogni competizione è divisa in tre o più prove speciali, ciascuna delle quali va terminata entro un tempo limite, pena la conclusione della partita; alcune delle prove speciali di una competizione si ripete come se la competizione stessa fosse basata su giri ripetuti di un circuito. In base ai tempi realizzati in ciascuna prova speciale e competizione vi sono delle classifiche con punteggio.

### Veicoli selezionabili
- Blaster LX

Nome nella versione giapponese: Lancian Deleta
Ispirato a:  Lancia Delta HF integrale 16v (sponsor principale Martini)
Caratteristiche: è il veicolo con più accelerazione del gioco
Tipo cambio in Rally Chase: Automatico
- Land Crusher

Nome nella versione giapponese: Toyot GT-Four
Ispirato a:  Toyota Celica GT-Four ST165 (sponsor principale Marlboro)
Caratteristiche: forte nell'aderenza degli pneumatici e nella resistenza del motore
Tipo cambio in Rally Chase: Automatico
- Warp ATV

Nome nella versione giapponese: Nissun GTI-R
Ispirato a:  Nissan Pulsar GTI-R (sponsor principale Calsonic Kansei)
Caratteristiche: veloce e facilmente controllabile
Tipo cambio in Rally Chase: Automatico
- OD 6000X

Nome nella versione giapponese: Parsche 911
Ispirato a:  Porsche 911 Tipo 953 (sponsor principale Rothmans)
Caratteristiche: estremamente controllabile ma molto lenta
Tipo cambio in Rally Chase: Manuale
- Thunderjet

Nome nella versione giapponese: Mitsuboshi
Ispirato a:  Mitsubishi Pajero (sponsor principale Citizen)
Caratteristiche: estremamente controllabile ma non resistente
Tipo cambio in Rally Chase: Manuale
- Turbo GT

Nome nella versione giapponese: Citraen ZX
Ispirato a:  Citroën ZX Rallye-Raid (sponsor principale Camel)
Caratteristiche: performante in ogni aspetto tranne la velocità
Tipo cambio in Rally Chase: Manuale

#### Solo per la modalità Parigi-Dakar
- Offroad Bike

Ispirato a:  Yamaha YZE 750T Super Ténéré
Caratteristiche: estremamente veloce e controllabile
- Camion

Ispirato a:  Tatra 815
Caratteristiche: performante nelle gomme e nella resistenza del motore
- Sand Buggy

Ispirato a:  Dune buggy
Caratteristiche: equilibrato sotto tutti gli aspetti

## Livelli

### Campionato del mondo rally
- Rally di Monte Carlo (prove speciali: 3)
- Safari Rally (prove speciali: 3)
- Rally dell'Acropoli (prove speciali: 4)
- Rally dei Mille Laghi (prove speciali: 4)
- RAC Rally (prove speciali: 5)
- Parigi-Città del Capo (prove speciali: 6)

#### Parigi-Dakar
- Parigi-Città del Capo (prove speciali: 6)

## Piloti rivali
Nelle classifiche dei tempi e dei punteggi ogni pilota viene indicato o con l'iniziale del nome ed il cognome completo o con le sole iniziali, mentre il proprio giocatore è rappresentato da tre lettere che vengono scelte ad inizio gioco; i nomi e le iniziali dei piloti controllati dalla CPU sono chiari riferimenti a piloti di rally realmente esistiti, molti dei quali presero parte al Rally Dakar 1992 o al campionato del mondo rally 1992.

### Campionato del mondo rally
- K.Everett - Kenneth Eriksson
- C.Saint - Carlos Sainz
- D.Arend - Didier Auriol
- M.Bastian - Miki Biasion
- J.Kincaid - Juha Kankkunen

### Parigi-Dakar
- A.V - Ari Vatanen
- K.S - Kenjirō Shinozuka
- B.W - Björn Waldegård
- K.E - Kenneth Eriksson
- A.A - Alain Ambrosino

## Accoglienza
In Giappone, la rivista Game Machine ha elencato Thrash Rally nel numero del 15 dicembre 1991 come il sedicesimo gioco arcade di maggior successo dell'epoca. Al momento dell'uscita, Next Generation ha recensito la versione Neo Geo del gioco, assegnandogli una stella su cinque e affermando che "per il divertimento senza pensieri, Rally Chase si colloca nella media". Famicom Tsūshin ha assegnato alla versione Neo Geo un punteggio di 22 su 40. Setsu della rivista francese HardCore Gamers ha fatto un confronto con Micro Machines.

## Eredità
Un sequel spirituale di Thrash Rally uscì sempre su Neo Geo nel 1996 con il nome di Over Top.